# 布拉戈耶沃
布拉戈耶沃（羅馬化：Blagoyevo）是俄罗斯科米共和国乌多尔区的市级镇，同名城市居民点行政中心。
该地建于1968年，1975年成为市级镇。历年人口普查中，该地2021年人口有2,012人；2010年人口2,221；2002年人口2,640；1989年人口4,695。